# 苯偶姻
苯偶姻（英語：benzoin）又称安息香、二苯乙醇酮、2-羟基-2-苯基苯乙酮或2-羟基-1,2-二苯基乙酮，是一种无色或白色晶体，氣味類似樟腦，可作为药物和润湿剂的原料，还可用作生产聚酯的催化剂。
苯偶姻由两分子苯甲醛在热的氰化钾或氰化钠的乙醇溶液中通过安息香缩合而成。苯偶姻為手性分子，它具有(R)-苯偶姻與(S)-苯偶姻這一對鏡像異構物。
虽然苯偶姻也叫安息香，但安息香树脂中并不含有苯偶姻，而是含有苯甲酸（亦被称为安息香酸）。

## 用途
苯偶姻主要被用作為製備二苯基乙二酮的前軀物，其轉換的過程為一氧化反應，氧化劑為銅(II)、硝酸或臭氧。苯偶姻在工业中最大的用途是作为粉末涂料的消除针孔剂使用，因为苯偶姻在100摄氏度时有升华的物理性能，在粉末涂料烘干过程中不断排出气体，从而防止出现涂层表面产生针孔。一般在粉末涂料中添加量为0.3％左右。